# Amnokgang Sports Club
Maillots
Le Amnokgang Sports Club, plus couramment abrégé en Amnokgang SC (en hangul: 압록강체육단, et en hanja: 鴨綠江體育團), est un club nord-coréen de football fondé en 1947 et basé à Pyongyang, la capitale du pays.
Il dépend du ministère de la sécurité intérieure.

## Histoire
Le club entretient une rivalité avec une autre équipe de la capitale, le April 25 Sports Club.

## Palmarès
| Compétitions nationales |
| --- |
| - Championnat de Corée du Nord (3) : - Champion : 2001, 2006 et 2008. - Coupe de Corée du Nord (2) : - Champion : 2007 et 2008. |

## Personnalités du club

### Présidents du club
- Ho Sŏk-yong

### Entraîneurs du club
- Ku Jong-nam (2013-2014)
- Han Won-chol (2014-?)
- Hoh-suk-yong
- Ri Won-il